# Nīārak
Nīārak (persiska: نيارك, نيّارَك, نيَريك, نِيَرَك) är en ort i Iran.   Den ligger i provinsen Qazvin, i den nordvästra delen av landet, 200 km nordväst om huvudstaden Teheran. Nīārak ligger 1 160 meter över havet och antalet invånare är 590.
Terrängen runt Nīārak är lite bergig.Runt Nīārak är det ganska glesbefolkat, med 29 invånare per kvadratkilometer. Närmaste större samhälle är Lowshān, 13,9 km nordost om Nīārak. Trakten runt Nīārak består i huvudsak av gräsmarker.